# デビッド・フューリー
デビッド・フューリー（David Fury、1959年3月5日 - ）は、アメリカ合衆国のテレビプロデューサー・脚本家。代表作は『バフィー 〜恋する十字架〜』、『エンジェル』、『LOST』、『24 -TWENTY FOUR-』など。

## 人物
ニューヨークでモデルの息子として生まれる。コメディ系の劇団を設立したり、コメディ・シリーズの脚本を書いてキャリアを積んだ。
妻は同じく脚本家のエリン・ハンプトン。